# Majority-Minority-State

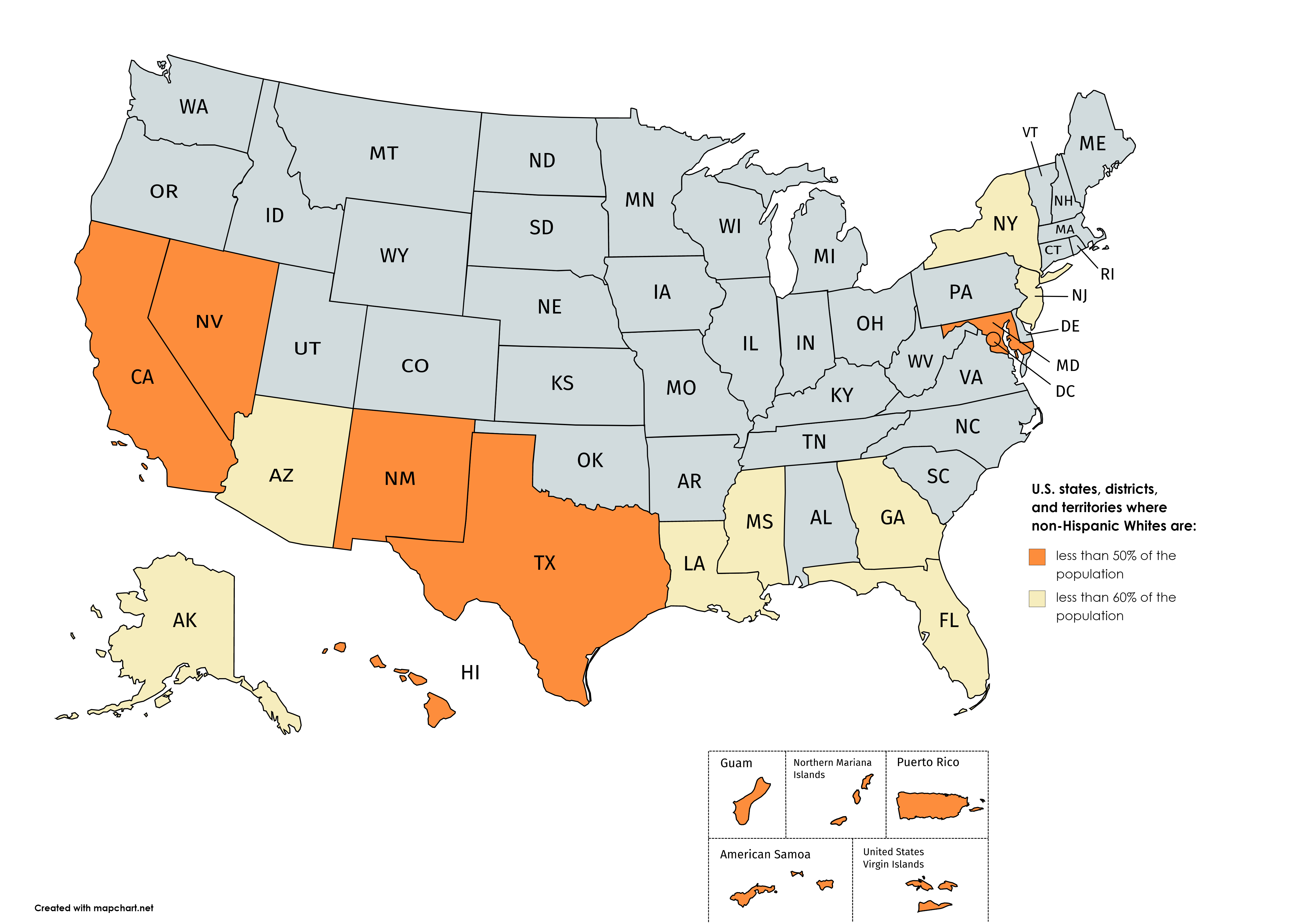
Majority-Minority-Staaten (orange) und Staaten mit Minderheitenanteil über 40 % (gelb)

Ein Majority-Minority-State bezeichnet in den Vereinigten Staaten einen Bundesstaat, in dem rassische und/oder ethnische Minderheiten wie Menschen mit lateinamerikanischer Abstammung, besser als  Hispanics oder Latinos bekannt, oder Afroamerikaner die Mehrheit der jeweiligen Bevölkerung stellen. Dieser Begriff wurde schon 1978 oder vorher in diesem Zusammenhang benutzt.
Folgende Staaten werden als Majority-Minority-States bezeichnet und ergeben folgende demographische Werte (Stand 2000):
| Area                      | Weiße gesamt | Weiße Nicht-"Hispanics" ("Caucasians") | Asiaten | Afroamerikaner | Hispanics | Ureinwohner der USA | Ureinwohner Hawaiis | Zwei oder mehr Ethnien oder Sonstige |
| ------------------------- | ------------ | -------------------------------------- | ------- | -------------- | --------- | ------------------- | ------------------- | ------------------------------------ |
| Kalifornien               | 57,6 %       | 40,1 %                                 | 13,0 %  | 6,2 %          | 37,6 %    | 1,0 %               | 0,4 %               | 4,9 %                                |
| Hawaii                    | 24,7 %       | 22,7 %                                 | 38,6 %  | 1,6 %          | 8,9 %     | 0,3 %               | 10,0 %              | 23,6 %                               |
| New Mexico                | 68,4 %       | 40,5 %                                 | 1,4 %   | 2,1 %          | 46,3 %    | 9,4 %               | 0,1 %               | 3,7 %                                |
| Maryland                  | 54,53 %      | 49,82 %                                | 6,39 %  | 30,27 %        | 10,64 %   | 0,32 %              | 0,04 %              | 5,39 %                               |
| Texas                     | 70,4 %       | 45,3 %                                 | 3,8 %   | 11,8 %         | 37,6 %    | 0,7 %               | 0,1 %               | 2,7 %                                |
| Washington, D.C.          | 38,5 %       | 34,8 %                                 | 3,5 %   | 50,7 %         | 9,1 %     | 0,3 %               | 0,1 %               | 2,9 %                                |
| Vereinigte Staaten gesamt | 72,4 %       | 63,7 %                                 | 4,8 %   | 12,6 %         | 16,3 %    | 0,9 %               | 0,2 %               | 2,9 %                                |

Seit 2016 gilt auch Nevada als Majority-Minority-State.